# Neumětely
Neumětely település Csehországban, a Berouni járásban. Neumětely Hostomice, Lážovice, Skřipel, Lochovice és Libomyšl településekkel határos. Lakosainak száma 608 fő (2024. január 1.).

## Népesség
A település lakosságának változását az alábbi diagram mutatja:
| Lakosok száma | 676  | 665  | 656  | 497  | 549  | 509  | 572  | 577  | 599  | 608  |
|               | 1869 | 1890 | 1921 | 1950 | 1980 | 2001 | 2017 | 2019 | 2022 | 2024 |